# دیوید لوپز (بازیکن فوتبال، زاده ۱۹۵۶)
دیوید لوپز (انگلیسی: David López؛ زادهٔ ۲۳ آوریل ۱۹۵۶) بازیکن فوتبال اهل اسپانیا است.
از باشگاه‌هایی که در آن بازی کرده‌است می‌توان به باشگاه فوتبال زامورا، باشگاه فوتبال لوانته، و باشگاه فوتبال اسپورتینگ خیخون اشاره کرد.
وی همچنین در تیم‌های ملی فوتبال زیر ۲۳ سال اسپانیا، اسپانیا، و اسپانیا، بازی کرده‌است.